# Lisandro Aristimuño
Lisandro Aristimuño (Viedma, 26 de octubre de 1978) es un músico, productor, multiinstrumentista  y cantautor argentino. Su estilo mezcla influencias del rock y pop y su variante electrónica con géneros tradicionales como el folclore.

## Trayectoria
Transcurrió su infancia entre su ciudad natal de Viedma y Luis Beltrán, Provincia de Río Negro. De padre director de teatro y músico y madre actriz, Aristimuño creció respirando un ambiente artístico que, junto a los paisajes surcados por el viento sur, marcaron su identidad musical.
Con apenas 11 años comenzó a dar sus primeros pasos como cantante y guitarrista de las bandas viedmenses Marca Registrada y La Bisogna tocando versiones. Cinco años después, alejado de las bandas, secundó al músico Fernando Barilá, con quien recorrió la Patagonia al tiempo que se iban gestando sus propias composiciones.
A fines de 2001 Aristimuño se instaló en Buenos Aires, donde empezaron a madurar las canciones de su primer disco: Azules Turquesas (2004, Los Años Luz Discos). En 2005 editó su segundo álbum titulado Ese asunto de la ventana (Los Años Luz Discos). Dos años más tarde, completando la trilogía editada por Los Años Luz, presentó 39° (2007).
Completada esta primera fase de su carrera, Aristimuño cumplió su sueño de tener su propio sello discográfico, al que llamó Viento Azul Discos. Su primer disco autogestionado fue el doble Las crónicas del viento (2009), ganador del Premio Gardel como «mejor álbum rock-pop alternativo» en 2010.
El 16 de abril de 2012 se oficializó el lanzamiento de Mundo Anfibio, su quinto disco de estudio, grabado del 6 al 11 de junio de 2011 en Estudio Santito. Con arreglos, dirección musical y producción artística de Aristimuño, el disco fue editado y producido por Viento Azul y cuenta con las participaciones de Ricardo Mollo, Hilda Lizarazu y Boom Boom Kid como músicos invitados, además de Diego Frenkel en la asistencia de audio en guitarras eléctricas. Mundo Anfibio fue nominado a los Grammy Latinos 2012 en la categoría de «mejor álbum de música alternativa» y ganó en 2013 un Premio Gardel como «mejor álbum de rock-pop alternativo». En 2015 recibió un Premio Konex en la disciplina «canción de autor».
Además de su trabajo como músico, Aristimuño ha sido el productor artístico de los siguientes trabajos: Margarita y Azucena, de Mariana Baraj (2007, Los Años Luz); Me arrepiento de todo, de Tomi Lebrero (2011, Viento Azul); Verde árbol, de Tomás Aristimuño (2011, Viento Azul); Maldigo, de Liliana Herrero (2014, SMusic), Fabiana Cantilo ¨superamor¨. También realizó durante cuatro temporadas la conducción y producción artística del programa de radio Ese asunto suena raro, por FM La Tribu, dedicado a difundir artistas y músicas independientes.
En el 2015, cumplido un año de la muerte de Gustavo Cerati, participó junto a otros artistas argentinos en el homenaje La alfombra mágica de Cerati - Travesías orquestales. Al año siguiente realizó una gira por el país titulada "Hermano Hormiga" con su compañero y amigo Raly Barrionuevo, en octubre de ese mismo año editó Constelaciones, su sexto álbum de estudio.
En 2018 se presenta por primera vez en el Festival Nacional de Folklore de Cosquín, con gran éxito y repercusión, como parte de Hermano Hormiga junto a Raly Barrionuevo.
El 19 de junio de 2020 publica su séptimo álbum de estudio, titulado Criptograma. 2
En 2023 publica El rostro de los acantilados y participa en la serie de conciertos Discos esenciales,  dirigiendo y dando voz a Bocanada 
En 2025 vuelve a recibir un Premio Konex, esta vez como Autor/Compositor.

## Discografía

### Azules Turquesas(2004)
1. Tu nombre y el mío
2. Sun
3. Rocío
4. Tres días
5. Azules turquesas
6. Quién?
7. Canción de amor
8. En Kingston Town
9. Hoy me hace falta verte bien
10. Que todo vuelva

### Ese Asunto de la Ventana(2005)
1. La última prosa
2. En mí
3. Humo sobre el mar
4. Cerrar los ojos
5. Vos
6. Anochecer (con Kevin Johansen)
7. Flor del valle
8. Lobofobia
9. Blue
10. El árbol caído (con Mariano Fernández de Me Darás Mil Hijos)
11. Luz divina
12. Despertando a Dodó
13. Agua
14. Plug del sur
15. Hojas de camino

### 39°(2007)
1. Me hice cargo de tu luz
2. Pluma
3. Algún lado (con Mariana Baraj)
4. 39°
5. Tus canciones
6. Demasiado
7. Pez
8. El plástico de tu perfume (con Liliana Herrero)
9. El beso
10. Para vestirte hoy
11. El búho (con Cristóbal Repetto)
12. Despedida

### Las Crónicas del Viento(2009)
- Disco 1:

1. ABC
2. Es todo lo que tengo
3. Fin, 2, 3
4. Desprender del Sur (con Fito Páez)
5. Cosas de un soñador (con Palo Pandolfo)
6. Perdón
7. Green Lover
8. Azúcar del Estero
9. Y vos adónde estás (con Diego Frenkel)
10. Cuentan
11. Puente

- Disco 2:

1. Fecundación (te llamo sin parar)
2. Hoy
3. Ella
4. Caminata
5. Todas las hojas del jardín
6. Mi memoria
7. Nada de nada
8. Trece lunas y un laberinto
9. Otra canción de cuna (con Quique González)
10. Días breves
11. Vi tu foto

### Mundo Anfibio(2012)
1. Elefantes
2. Un dólar, un reloj y una frase sin sentido (con Ricardo Mollo)
3. Por donde vayan tus pies (con Hilda Lizarazu)
4. Cien pájaros
5. Anfibio
6. Igual que ayer
7. How long (con Boom Boom Kid)
8. Aurora Boreal
9. Traje de Dios (con Ricardo Mollo)
10. Pozo
11. Aunque no estés aquí

### Constelaciones(2016)
1. Rastro de Percal
2. Hoy, hoy, hoy
3. De nuevo al frío
4. Hijo del Sol
5. Good morning life
6. Una flor
7. Tu corazón
8. Voy con vos
9. Tres estaciones
10. Respirar
11. Constelación once

### Criptograma(2020)
1. Levitar
2. Cosas del Amor
3. Loop
4. Sombra 1
5. Nido
6. Hoy no fue ayer (con Lito Vitale)
7. Comen (con Wos)
8. Señal 1
9. Cuerpo
10. Baguala

### El Rostro de los Acantilados(2023)
1. El rostro de los acantilados (inicio)
2. Tu mundo
3. Principe de lata
4. Los niños del amanecer
5. Por encima del fuego (con David Lebón)
6. 1986
7. Devolver tu amor (con Pedro Aznar)
8. Tres de abril (con Nicolas Alfieri)
9. Sweet gloria
10. No ves tal vez (con Jono McCleery)
11. Bailar (con Mariana Michi)
12. A lo mejor (con Lucas Martí)
13. El rostro de los acantilados (fin)